# Fiona Coors
Fiona Coors (n. 7 iunie 1972, Hameln ca Fiona Schwartz) este o actriță germană, fiica actorului Stephan Schwartz.
După terminarea terminarea studiului dramaturgiei la o școală privată. Ea a început să joace din anul 1988, roluri secundare în diferite filme și seriale ca:  Mit Leib und Seele care a fost și primul ei succes.

## Filmografie
- 1988: Mit Leib und Seele
- 1991: Die Bank ist nicht geschädigt
- 1991: Leo und Charlotte
- 1992: Der Fotograf oder Das Auge Gottes
- 1992: Schuld war nur der Bossa Nova
- 1992: Verflixte Leidenschaft
- 1993: Das Traumschiff
- 1993: Im Teufelskreis
- 1994: Von Arzt zu Arzt
- 1995: Böses Erwachen
- 1995: Peter Strohm: Der Tod der kleinen Lady
- 1995: Die Kommissarin
- 1995: Ein unvergeßliches Wochenende (in St. Moritz)
- 1995: Gegen den Wind
- 1995: Pilot
- 1995: Schneesturm im Frühling
- 1999: Ein großes Ding
- 1999: Herzschlag – Das Ärzteteam Nord
- 2000: Donna Leon
- 2001–2006: Ein Fall für zwei
- 2001: Stahlnetz
- 2001: Verbotene Küsse
- 2003: Krista
- 2004: Bella Block
- 2004: SOKO Köln
- seit 2005: Der Staatsanwalt
- 2005: Adelheid und ihre Mörder
- 2006: Einsatz in Hamburg
- 2007: 4 gegen Z
- 2007: Küstenwache
- 2008: Wilsberg: Royal Flush
- 2011: In aller Freundschaft
- 2012: Katie Fforde – Diagnose Liebe